# Bruno Cenghialta
Bruno Cenghialta [uitspraak: 'tʃɛŋɣɑltɑ; 'tsjeng-gjalta'] (Montecchio Maggiore, 5 december 1962) is een Italiaans voormalig wielrenner. Hij was beroepswielrenner van 1986 tot 1998, waarna hij sportdirecteur werd bij Alessio. Anno 2023 is hij dat samen met zijn landgenoot Giuseppe Martinelli bij Astana.

## Carrière
Cenghialta reed zes jaar bij de Italiaanse topploeg Ceramiche Ariostea. Hij won met zijn Ariostea-ploegmaats de ploegentijdrit vroeg in de Ronde van Frankrijk 1991, van Bron naar Chassieu over een afstand van 36,5 kilometer. In de jaren 90 reed hij ook bij Gewiss.
In Nederland en België valt Cenghialta te herinneren als verliezer in de Amstel Gold Race 1994. Hij verloor een sprint met twee tegen de Belg Johan Museeuw. Ternauwernood bleven Cenghialta en Museeuw een aanstormend peloton Fransen en Italianen voor, maar Museeuw bleek toch sneller dan Cenghialta. Achter hen werd zijn landgenoot Marco Saligari, een ploegmaat van Museeuw, derde.
Cenghialta behaalde vier zeges; de grootste daarvan was de veertiende etappe in – alweer – de Ronde van Frankrijk 1991, van Saint-Gaudens naar Castres. Cenghialta kwam solo aan, twintig seconden voor de Fransman Jean-Claude Colotti.

## Belangrijkste overwinningen
1988
- Eindklassement Schwanenbrau Cup

1991
- 2e etappe Ronde van Frankrijk (ploegentijdrit) samen met Moreno Argentin, Davide Cassani, Roberto Conti, Alberto Elli, Rolf Gölz, Massimiliano Lelli, Marco Lietti en Rolf Sørensen
- 14e etappe Ronde van Frankrijk

1994
- Coppa Bernocchi

1995
- 3e etappe Ronde van Frankrijk (ploegentijdrit) samen met Jevgeni Berzin, Guido Bontempi, Dario Bottaro, Gabriele Colombo, Francesco Frattini, Ivan Gotti, Bjarne Riis en Alberto Volpi

## Resultaten in voornaamste wedstrijden
| Jaar | Ronde van Italië | Ronde van Frankrijk | Ronde van Spanje |
| ---- | ---------------- | ------------------- | ---------------- |
| 1986 | 54e              |                     |                  |
| 1987 | 84e              |                     |                  |
| 1988 |                  |                     |                  |
| 1989 | 79e              |                     |                  |
| 1990 |                  | 102e                |                  |
| 1991 | 88e              | 56e (1)             |                  |
| 1992 |                  | opgave              |                  |
| 1993 | 47e              | 38e                 |                  |
| 1994 | 36e              | 25e                 |                  |
| 1995 | 11e              | 15e                 |                  |
| 1996 | 18e              | 56e                 |                  |
| 1997 | 40e              | 112e                |                  |
| 1998 | 57e              |                     |                  |

| Jaar | Milaan-San Remo | Gent-Wevelgem | Ronde van Vlaanderen | Parijs-Roubaix | Amstel Gold Race | Luik-Bast.‑Luik | Ronde van Lombardije | Waalse Pijl | Parijs-Tours | Clásica San Sebastián |  | WK op de weg |  | Wereldranglijsten |
| ---- | --------------- | ------------- | -------------------- | -------------- | ---------------- | --------------- | -------------------- | ----------- | ------------ | --------------------- |  | ------------ |  | ----------------- |
| 1986 |                 |               |                      |                |                  |                 |                      |             | 49e          |                       |  |              |  |                   |
| 1987 | 51e             |               |                      |                |                  |                 |                      |             |              |                       |  |              |  |                   |
| 1988 |                 |               |                      |                |                  |                 | 28e                  |             | 21e          |                       |  |              |  |                   |
| 1989 |                 | 47e           | 68e                  | 30e            | 65e              | 77e             |                      |             | 98e          |                       |  |              |  |                   |
| 1990 |                 |               |                      |                |                  |                 |                      |             | 79e          |                       |  |              |  |                   |
| 1991 |                 | 152e          | 42e                  |                |                  |                 | 75e                  |             | 50e          | 7e                    |  | 49e          |  |                   |
| 1992 |                 | 58e           | 65e                  |                | 57e              |                 |                      |             |              |                       |  |              |  |                   |
| 1993 |                 |               |                      |                |                  | 69e             |                      |             | 73e          |                       |  | 44e          |  |                   |
| 1994 |                 | 23e           | 18e                  |                | ↑                | 9e              |                      | 13e         | 30e          | 15e                   |  | 21e          |  | 10e (UWB)         |
| 1995 |                 |               |                      |                | 43e              |                 |                      |             | 69e          | 10e                   |  |              |  |                   |
| 1996 |                 |               | 93e                  |                | 52e              | 34e             |                      | 46e         |              | 78e                   |  |              |  |                   |
| 1997 |                 |               | 71e                  |                | 48e              | 68e             |                      | 88e         | 94e          | 62e                   |  |              |  |                   |
| 1998 |                 | 80e           |                      |                |                  |                 |                      |             | 64e          | 76e                   |  |              |  |                   |